# كريستيان كوريا ديونيزيو
كريستيان كوريا ديونيزيو الشهير باسم كريستيان (23 أبريل 1975

 في بورتو أليغري) (باللغة البرتغالية:Christian Corrêa Dionisio) لاعب كرة قدم برازيلي يلعب حاليا لصالح نادي الدرجة الثانية بورتوغيزا البرازيلي منذ 2009 في مركز المهاجم .
لعب كريستيان في أندية إنترناشيونال (1989-1992) ماريتيمو البرتغالي (1992-1993) إستوريل برايا البرتغالي (1993-1994) فارينزي البرتغالي (1994-1995) إنترناشيونال مجددا (1995-1999) باريس سان جيرمان الفرنسي (1999-2001) بوردو الفرنسي (2001-2004) بالميراس بالإعارة (2002) غلاطا سراي التركي بالإعارة (2002-2003) غريميو بالإعارة (2003-2004) أوميا أرديجا الياباني (2005-2006) ساو باولو بالإعارة (2005-2006) بوتافوغو (2006) يوفنتود (2006) كورنثيانز (2007) إنترناشيونال مجددا (2007) بورتوغيزا (2008) باتشوكا المكسيكي (2008) .
ساهم كريستيان في تتويج نادي إنترناشيونال ببطولة كأس العالم للأندية 2005 .
شارك كريستيان مع منتخب البرازيل في 11 مباراة دولية من دون أن ينجح في تسجيل أي هدف في الفترة من 1997 إلى 2001 . ساهم كريستيان في تتويج منتخب البرازيل ببطولة كوبا أمريكا 1999 التي أقيمت في الباراغواي .

## روابط خارجية
- كريستيان كوريا ديونيزيو على موقع اتحاد تركيا (لاعب) (الإنجليزية)
- كريستيان كوريا ديونيزيو على موقع رابطة كرة القدم اليابانية للمحترفين (اليابانية)
- كريستيان كوريا ديونيزيو على موقع قاعدة بيانات كرة القدم.إي يو (الإنجليزية)
- كريستيان كوريا ديونيزيو على موقع ناشيونال فوتبول تيمز (الإنجليزية)
- كريستيان كوريا ديونيزيو على موقع Soccerway.com (الإنجليزية)
- كريستيان كوريا ديونيزيو على موقع عالم كرة القدم.نت (الإنجليزية)